# Seri Kembang
Seri Kembang is een bestuurslaag in het regentschap Ogan Ilir van de provincie Zuid-Sumatra, Indonesië. Seri Kembang telt 1546 inwoners (volkstelling 2010).